# Chattanooga Valley
Chattanooga Valley és una concentració de població designada pel cens dels Estats Units a l'estat de Geòrgia. Segons el cens del 2000 tenia 4.065 habitants.

## Demografia
Segons el cens del 2000, Chattanooga Valley tenia 4.065 habitants, 1.588 habitatges, i 1.225 famílies. La densitat de població era de 208,2 habitants per km².
Dels 1.588 habitatges en un 31,4% hi vivien nens de menys de 18 anys, en un 63,6% hi vivien parelles casades, en un 10,1% dones solteres, i en un 22,8% no eren unitats familiars. En el 20,4% dels habitatges hi vivien persones soles el 9,3% de les quals corresponia a persones de 65 anys o més que vivien soles. El nombre mitjà de persones vivint en cada habitatge era de 2,56 i el nombre mitjà de persones que vivien en cada família era de 2,93.
Per edats la població es repartia de la següent manera: un 23,7% tenia menys de 18 anys, un 7,7% entre 18 i 24, un 29,2% entre 25 i 44, un 25% de 45 a 60 i un 14,5% 65 anys o més.
L'edat mediana era de 38 anys. Per cada 100 dones de 18 o més anys hi havia 91,1 homes.
La renda mediana per habitatge era de 34.950 $ i la renda mediana per família de 40.720 $. Els homes tenien una renda mediana de 32.250 $ mentre que les dones 22.083 $. La renda per capita de la població era de 17.415 $. Entorn del 6,9% de les famílies i el 9,5% de la població estaven per davall del llindar de pobresa.

## Poblacions més properes
El següent diagrama mostra les poblacions més properes.